# جايسون بارنز
جايسون بارنز هو لاعب كرة القدم الكندية كندي، ولد في 11 أبريل 1984 في سان خوسيه في الولايات المتحدة.